# Gratia (geslacht)
Gratia is een geslacht van haften (Ephemeroptera) uit de familie Baetidae.

## Soorten
Het geslacht Gratia omvat de volgende soorten:
- Gratia narumonae
- Gratia sororculaenadinae